# Jean-Baptiste Van Mons
Jean-Baptiste Van Mons (nacido en  Bruselas, 11 de noviembre de 1765 - fallecido en Lovaina, 6 de septiembre de 1842 ) fue un físico, químico, botánico, horticultor y pomólogo belga, y profesor de química y agronomía en Lovaina (1817-1830). Van Mons llevó a cabo la primera cría selectiva registrada de la pera europea mediante ciclos de propagación de semillas.

“He descubierto que este arte consiste en regenerar en línea directa de descendencia, y lo más rápidamente posible una variedad en mejora, cuidando que no haya intervalo entre las generaciones. Sembrar, volver a sembrar, sembrar de nuevo, sembrar perpetuamente, en resumen, no hacer nada más que sembrar, es la práctica a seguir y de la que no se puede apartar; y en resumen, este es todo el secreto del arte que he empleado.”
Jean-Baptiste Van Mons' Arbres Fruitiers

Fue el criador de peras más prolífico conocido, produciendo no menos de 40 variedades superiores durante un período de 60 años, incluyendo las peras Bosc y Pera D'Anjou. Van Mons compartió fácilmente sus observaciones y plantas, y desarrolló formas efectivas de exportar esquejes y plántulas a lugares tan lejanos como Estados Unidos. Después de su muerte, su colección de semillas fue adquirida por Alexandre Bivort.
Los franceses y belgas eran fanáticos de las peras y dedicaron una cantidad excesiva de tiempo a desarrollar nuevas variedades de peras con un sabor mantecoso en el siglo XVIII. Algunas variedades belgas lo demuestran al tener "Beurré" en el nombre.  Luis XIV  adoraba las peras, su mayor amor por las frutas después de los higos, y como era de esperar, muchas variedades fueron cultivadas en Versalles por su jardinero Jean-Baptiste de La Quintinie.
Fue miembro fundador de la segunda Société des douze.

## Obras
- 1800 Pharmacopée Manuelle, (Bruxelles), 8.º.
- 1812 Grundsätze der Electricitätslehre zur Bestätigung der Franklin'schen Theorie - Marburg, Krieger
- 1812 French translation of Humphry Davy's  Elements of Chemical Philosophy, London: Johnson and Co., 1812
- 1819-21 Annales Generales des Sciences Physiques (6 vols) - Jean Baptiste Bory de Saint-Vincent, Pierre Auguste Joseph Drapiez, Jean Baptiste Van Mons[5]
- 1835-36 Abres fruitiers - L. Dusart, H. Vandenbroeck, Jean Baptiste Van Mons

Alguna de las obtenciones de Van Mons.'
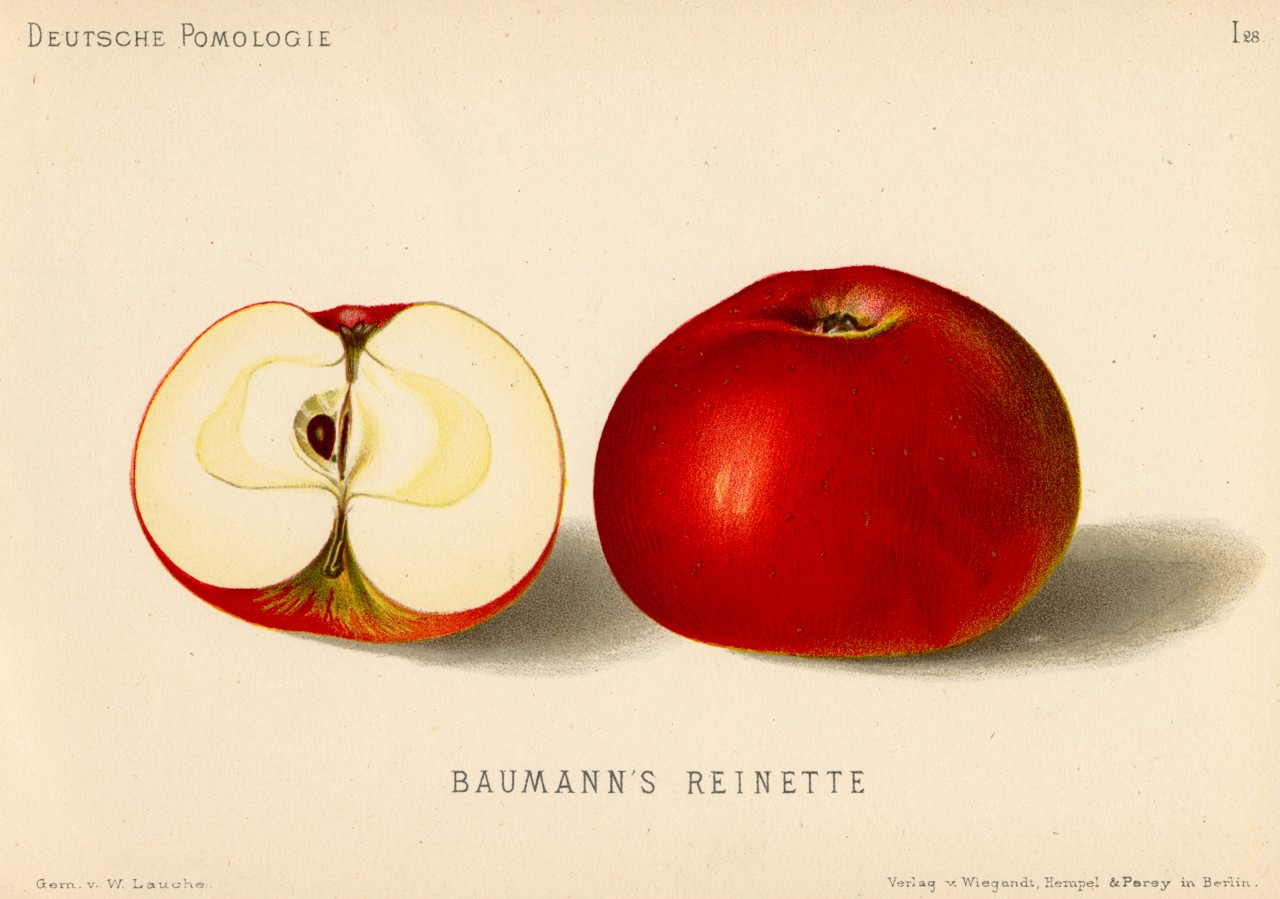
La manzana Baumann's Reinette
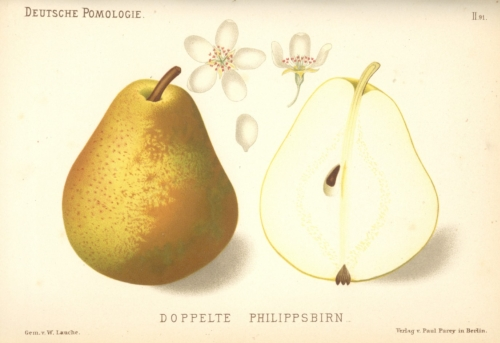
La pera Doppelte Philippsbirne
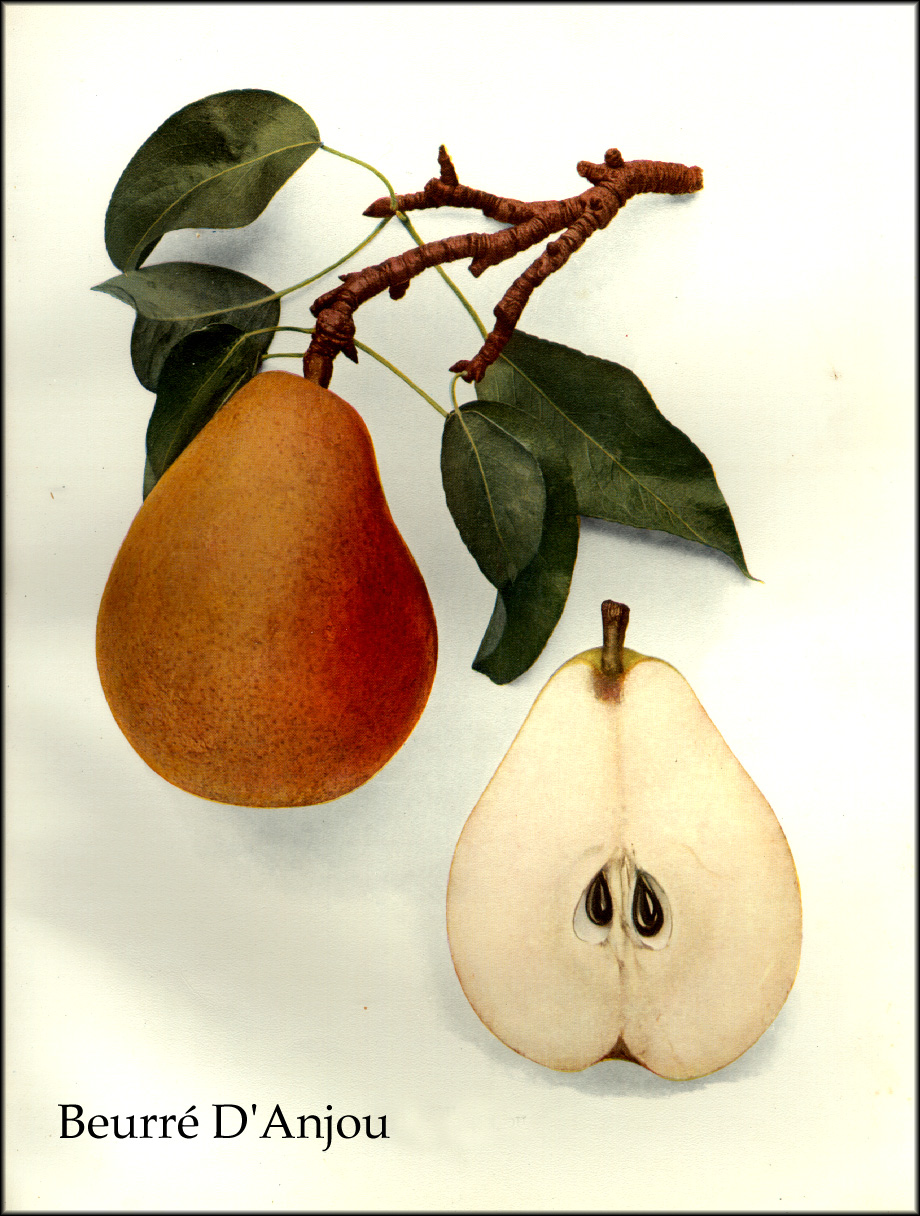
La pera Beurré d'Anjou
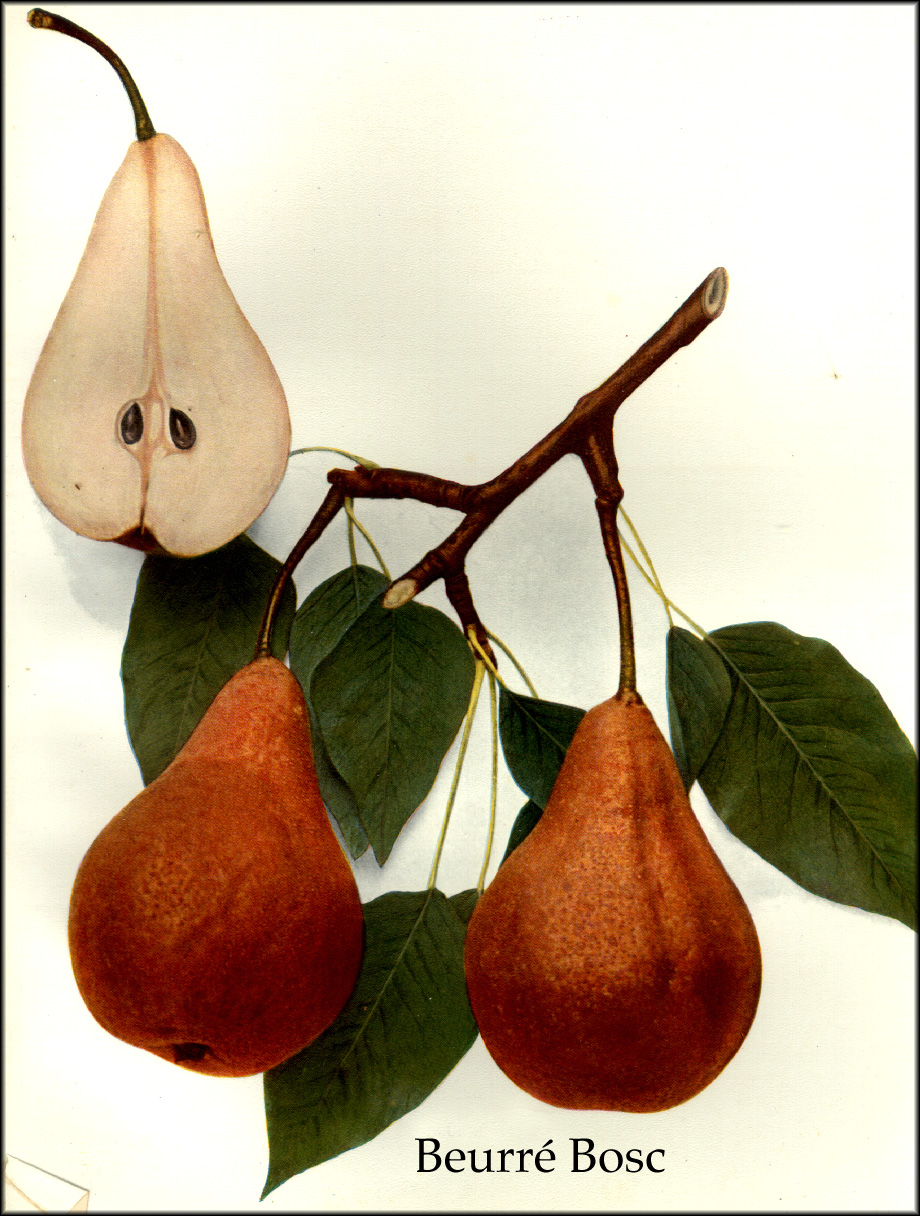
La pera Beurré Bosc